# Hockeria exarata
Hockeria exarata är en stekelart som först beskrevs av James Waterston 1916.  Hockeria exarata ingår i släktet Hockeria och familjen bredlårsteklar. Inga underarter finns listade i Catalogue of Life.